# Чемпіонат УСРР з футболу 1936
Чемпіонат УСРР 1936 — перший футбольний турнір, у якому чемпіон республіки визначався серед клубних команд. Першість проходила у 4 групах, участь у змаганнях брали 36 клубів, звання чемпіона розігрували 6 найсильніших команд, що виступали в першій групі.

## 1 група
Змагання проходили з 12 вересня по 18 жовтня.
Підсумкова таблиця
| М  | Команда                                  | І                  | В                  | Н                  | П                  | М                  | О                  |
| -- | ---------------------------------------- | ------------------ | ------------------ | ------------------ | ------------------ | ------------------ | ------------------ |
| 1. | Завод ім. Орджонікідзе (Краматорськ)     | 4                  | 4                  | 0                  | 0                  | 10:2               | 12                 |
| 2. | Завод ім. Петровського (Дніпропетровськ) | 4                  | 3                  | 0                  | 1                  | 2:2                | 10                 |
| 3. | УДКА (Київ)                              | 4                  | 2                  | 0                  | 2                  | 5:5                | 8                  |
| 4. | «Завод Кінап» (Одеса)                    | 4                  | 1                  | 0                  | 3                  | 7:12               | 6                  |
| 5. | «Завод ім. Сталіна» (Сталіно)            | 4                  | 0                  | 0                  | 4                  | 1:4                | 1                  |
| 6. | ХЕМЗ (Харків)                            | знята після 1 туру | знята після 1 туру | знята після 1 туру | знята після 1 туру | знята після 1 туру | знята після 1 туру |

Примітка: за перемогу — 3 очки, нічию — 2 очки, поразку — 1 очко, неявку — 0 очок.
- Завод ім. Орджонікідзе (Краматорськ): Чвалун, Писарєв, Салтосецький, Чингинов, Татаренко, Проскурін, Коростильов, Лисицький, Поповський, Сологуб, Осипов, Навродський, Теличко, Свиридовський.

## 2 група
У другій та нижчих групах команди офіційно представляли міста, однак на практиці багато міст виставляли клубні команди.
Матчі 2 групи проходили з 12 по 24 вересня.

### 1/4 фіналу
- Миколаїв (з-д ім. Марті) — Горлівка («Динамо») 3 : 1.
- Кадіївка («Стахановець») — Ворошиловград («Дзержинець») 3 : 4.
- Запоріжжя («Крила Рад») — Костянтинівка («Сталь») + : - (неявка).
- Вінниця («Спартак») — Чернігів («Динамо») 4 : 1.

### 1/2 фіналу
- Миколаїв (з-д ім. Марті) — Ворошиловград («Дзержинець») — 4 : 0.
- Запоріжжя («Крила Рад») — Вінниця («Спартак») 3 : 0 (перший матч з результатом 2 : 1 анульовано).

### Матч за 3-тє місце
- Ворошиловград («Дзержинець») — Вінниця («Спартак») 1 : 0.

### Фінал
- Миколаїв (з-д ім. Марті) — Запоріжжя («Крила Рад») 2 : 0.

## 3 група
Матчі проходили з 12 вересня до 6 жовтня.

### 1/4 фіналу
- Дніпродзержинськ («Сталь») — Херсон («Водник») 3 : 0.
- Куп'янськ — Артемівськ 6 : 0.
- Кривий Ріг («Динамо») — Полтава 6 : 1.
- Кам'янець-Подільськ — Житомир («Динамо») 4 : 3.

### 1/2 фіналу
- Дніпродзержинськ («Сталь») — Куп'янськ 4 : 0.
- Кривий Ріг («Динамо») — Кам'янець-Подільськ 5 : 1.

### Матч за 3-тє місце
- Куп'янськ — Кам'янець-Подільськ + : - (неявка).

### Фінал
- Дніпродзержинськ («Сталь») — Кривий Ріг («Динамо») 4 : 1.

## 4 група
Матчі проходили з 12 вересня до жовтня.

### 1/8 фіналу
- Старобільськ («Спартак») — Ворошиловськ («Сталь») 0 : 2.
- Макіївка («Сталь») — Мелітополь + : - (неявка).
- Бердичів — Коростень + : -.
- Кременчук — Кірово («Сільмаш») 7 : 4.
- Орджонікідзе («Стахановець») — Постишеве («Стахановець») + : - (неявка).
- Чистякове («Стахановець») — Красний Луч («Буревісник») 2 : 1.

### 1/4 фіналу
- Ворошиловськ («Сталь») — Макіївка 2 : 1.
- Суми («Спартак») — Бердичів 5 : 2.
- Могилів-Подільський («Динамо») — Кременчук 2 : 1.
- Орджонікідзе («Стахановець») — Чистякове («Стахановець») 6 : 0.

### 1/2 фіналу
- Ворошиловськ («Сталь») — Суми («Спартак») 3 : 1.
- Могилів-Подільський («Динамо») — Орджонікідзе («Стахановець») 2 : 1.

### Матч за 3-тє місце
- Суми («Спартак») — Орджонікідзе («Стахановець») + : - (неявка).

### Фінал
- Ворошиловськ («Сталь») — Могилів-Подільський («Динамо») 3 : 1.